# Liang (Brunei)
Liang (malaiisch Mukim Liang) ist ein Mukim oder Verwaltungsbezirk des Daerah Belait von Brunei. Der Bezirk untersteht einem Penghulu, momentan ist der Amtsinhaber Abdul Hamid bin Mumin. Liang hat 14.301 Einwohner (Stand: Zensus 2016).

## Geographie

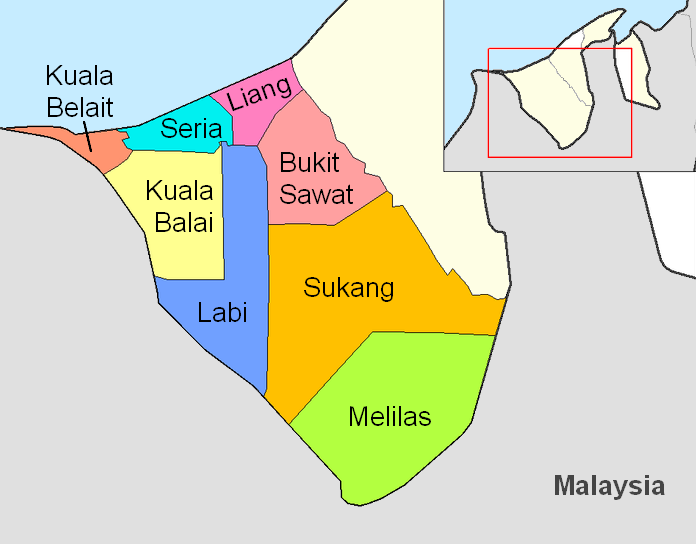
Bezirke in Belait

Liang liegt im Norden des Distrikt Belait, an der Küste des Südchinesischen Meeres. Es grenzt im Osten an den Mukim Telisai aus dem Distrikt Tutong, an die Mukim Bukit Sawat im Südosten, Labi im Süden und Seria im Westen.
|                 | Norden: Südchinesisches Meer |                       |
| Westen: Seria   |                              | Osten: Telisai Tutong |
| Südwesten: Labi | Süden: Labi                  | Südosten: Bukit Sawat |

## Verwaltung
Liang ist flächenmäßig einer der kleineren Mukim der acht Subdistrikte von Belait mit nur ca. 10 km Länge und maximal 4 km Breite. Er erstreckt sich vor allem in der Küstenebene. Im Westen liegt eine größere Kaserne (Camp Lumut) und die Grenze zum Distrikt Seria wird durch einen See bestimmt. Der Seria Bypass bildet die Verkehrsader im Süden des Distrikts. Es gibt mehrere Bootsterminals an den Flussmündungen.

### Verwaltungsgliederung
Der Mukim Liang gliedert sich wiederum in zwanzig Ortschaften:
- Andulau Forest Reserve
- Agis-Agis
- Keluyoh
- Lilas
- Lumut
- Lumut Camp
- Lumut National Housing Area 1
- Lumut National Housing Area 2
- Lumut Tersusun
- Perumpong
- Sungai Bakong
- Sungai Gana
- Sungai Kang
- Sungai Kuru
- Sungai Lalit
- Sungai Liang
- Sungai Tali
- Sungai Taring
- Skim Tanah Kurnia Rakyat Jati Lumut
- Tunggulian

Diese Orte sind jedoch beim Belait District Office nur drei Gemeinden zugeordnet:
- Kampong Lumut I
- Kampong Lumut II
- Kampong Sungai Liang

Jede dieser Gemeinden hat einen eigenen Gemeindevorstand (ketua kampung).
Kampong Lumut I und II werden auch als Siedlung Lumut zusammengefasst mit den Unterteilungen Lumut, Lumut Tersusun, Sungai Bakong, Sungai Kuru, Sungai Tali und Sungai Taring, sowie der Siedlung Rancangan Perumahan Negara und dem Militärgebiet Lumut Camp.
Der Gemeindevorstand von Sungai Liang ist auch für die Gebiete Agis-Agis, Keluyoh, Lilas, Perumpong, Sungai Gana, Sungai Kang, Sungai Lalit und Tunggulian zuständig. Andulau Forest Reserve ist ein unbesiedeltes Naturschutzgebiet.